# Оркестр Рейнской филармонии
Государственный оркестр Рейнской филармонии (нем. Staatsorchester Rheinische Philharmonie) — германский симфонический оркестр, базирующийся в Кобленце.

## Предыстория коллектива
Оркестр возводит свою историю к придворному оркестру, учреждённому в 1654 году Карлом Каспаром фон дер Лейеном, князем-архиепископом Трира, чей двор находился недалеко от Кобленца. С 1760 года оркестр давал и публичные концерты. В эпоху правления последнего трирского курфюрста Клеменса Венцеслава в конце XVIII века оркестр достиг расцвета, его численность доходила до 49 музыкантов. С упразднением епископства в 1802—1803 гг. в ходе Германской медиатизации княжеский двор, а с ним и придворный оркестр прекратили своё существование.
В 1808 г. в качестве нового центра музыкальной жизни города под руководством Й. А. Аншюца был учреждён Институт музыки, в котором производилось обучение, прежде всего, церковных музыкантов, однако при институте функционировал и оркестр. Наиболее известным его руководителем был Макс Брух (1865—1866), работавший в это время над своим самым известным сочинением — Первым скрипичным концертом; 24 апреля 1866 года оркестр под управлением Бруха исполнил премьеру этого произведения (солировал Отто фон Кёнигслёв).
На рубеже XIX—XX веков дирижёр Генрих Зауэр, работавший в Кобленцской опере и в курортном оркестре в Бад-Кройцнахе, занялся организацией в Кобленце независимого оркестра. В 1901 году было учреждено Общество филармонического оркестра (нем. Philharmonischer Orchesterverein). Однако в 1907 году созданный Зауэром оркестр переехал в Бонн (ныне это Бетховенский оркестр). Сохранился небольшой коллектив Института музыки, в 1913 году предпринявший попытку от него отделиться и получивший муниципальное финансирование; ключевой фигурой городского музыкального ландшафта в этот период был Виллем Кес. Однако уже в 1926 году, в условиях затяжного финансового кризиса, оркестр фактически был снова слит с Институтом, а во главе обоих встал Эрих Бёльке. В 1930 г. муниципальное финансирование прекратилось, однако 36 оставшихся музыкантов продолжили выступать на самоуправляемой основе как Оркестр трудового товарищества профессиональных музыкантов Кобленца (нем. Orchester der Arbeitsgemeinschaft Koblenzer Berufsmusiker). С возобновившейся в 1936 г. финансовой поддержкой города Городской оркестр Кобленца просуществовал до 1944 года.

## Современный оркестр
В 1945 году Антон Тильман Файт, первый руководитель новой радиовещательной компании Südwestfunk, объявил о наборе нового музыкального коллектива. 15 сентября 1945 года состоялось первое прослушивание. Первое время оркестр выступал преимущественно по радио, с 1946 г. начал участвовать в оперных постановках. В 1955 г. Рейнская филармония была официально зарегистрирована и получила государственную поддержку от земли Рейнланд-Пфальц. В 1962 г. была открыта постоянная площадка оркестра — Рейн-Мозель-халле, в 1985 г. оркестр получил для репетиций переоборудованное здание бывшего Католического читательского общества, которое получило название Гёрресхаус (нем. Görreshaus) в честь Йозефа Гёрреса.
Среди записей оркестра — произведения Бруха, Иоганнеса Брамса, Иоахима Раффа, Дмитрия Шостаковича.

## Руководители оркестра
- Отто Винклер (1946—1958)
- Херберт Шарлье (1958—1964)
- Пьер Столль (1976—1981)
- Джеймс Локхарт (1981—1991)
- Кристиан Клуттиг (1991—1998)
- Люй Шаоцзя (1998—2004)
- Даниил Райскин (2005—2016)
- Гарри Уокер (с 2017 г.)